# 东山众厅
东山众厅，是位于中国福建省宁德市周宁县李墩镇东山村的一个清代古建筑，2016年入选周宁县第四批文物保护单位。
东山众厅建于明朝，具体时间不详。众厅面阔三间10.4米，进深八柱11.3米，高7.5米，穿斗抬梁式减中柱木结构，悬山顶。内设神龛祀通天圣母。前有檐廊宽2米，廊前空地铺灰绿岩规整石条甬道，两侧铺设鵝卵石。原有木构戏台可拆、架。